# محطة فيرمونت يانكي للطاقة النووية

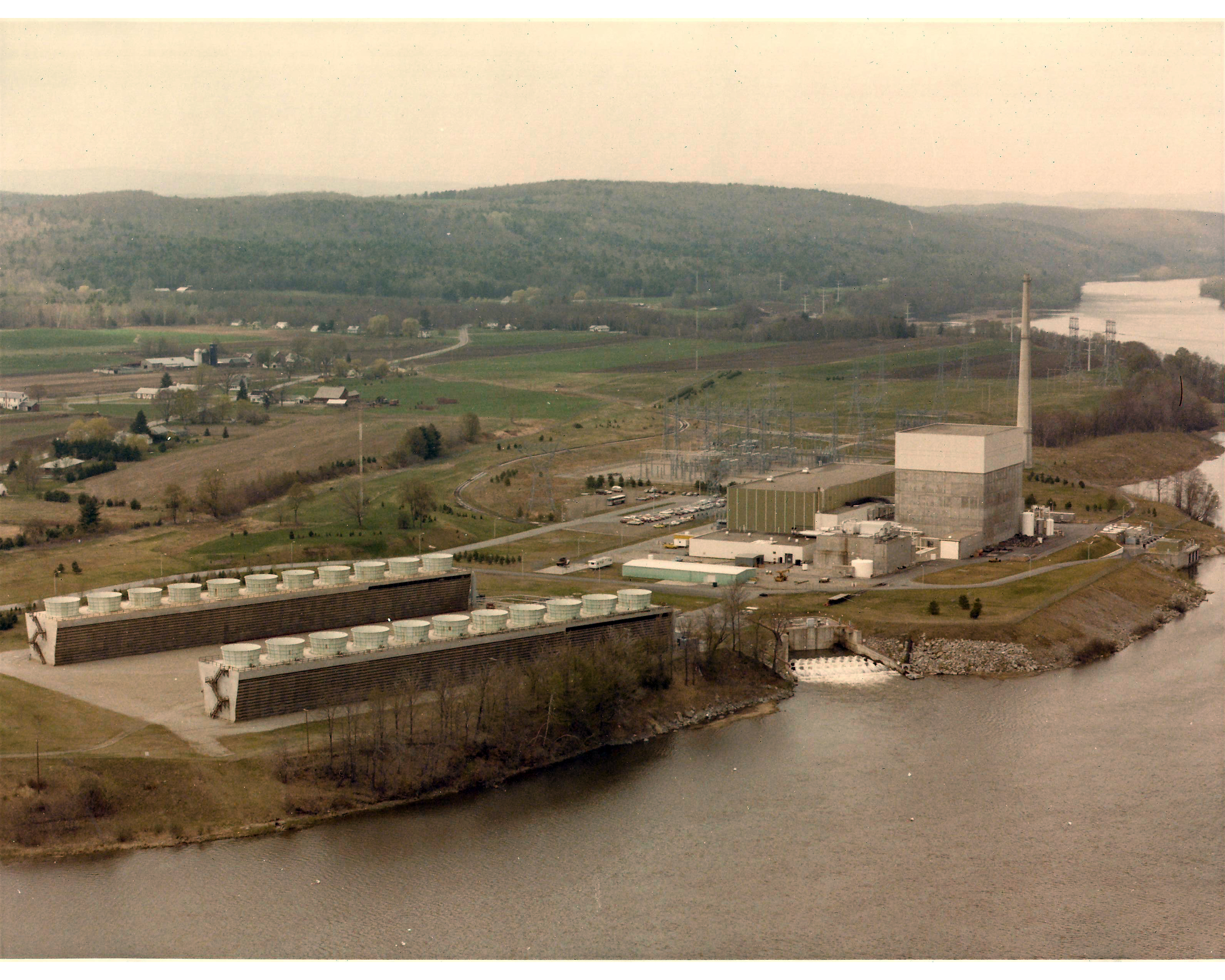
محطة فيرمونت يانكي للطاقة النووية

مصادر توليد الكهرباء لفيرمونت

محطة فيرمونت يانكي للطاقة النووية هي محطة طاقة نووية لتوليد الكهرباء، وتقع في مدينة فيرنون بفيرمونت في شمال شرق الولايات المتحدة.

## نبذة
أنتجت المحطة تقريبا 620 ميجاوات من الكهرباء بكامل طاقتها. كانت المحطة عبارة عن مفاعل ماء مغلي من تصميم جنرال إلكتريك. تم تشغيلها من عام 1972 حتى 29 ديسمبر 2014.
في عام 2008 قدمت المحطة 71.8 ٪ من إجمالي الكهرباء المولدة داخل فيرمونت أي ما يعادل 35 ٪ من استهلاك الكهرباء في فيرمونت. تقع المحطة على نهر كونيتيكت، في أعلى نهر فيرنون يوجد سد فيرمونت الكهرومائي ويستخدم حوض الخزان لمياه التبريد.

## الإغلاق
في مارس 2012 كان من المقرر أن تنتهي مدة صلاحية ترخيص التشغيل الأولي 40 عامًا للمحطة؛ في مارس 2011، مددت هيئة التنظيم النووي ترخيصها لمدة 20 عامًا أخرى. تم تعقيد عمليات فيرمونت يانكي المستمرة من خلال سن تشريع ولاية فيرمونت لقانون ينص على سلطة الهيئة التشريعية للولاية تحديد استمرار تشغيل المحطة، بالإضافة إلى الحكومة الفيدرالية.
في يناير 2012، فازت الشركة المشغلة بقضية المحكمة التي رفعت بواسطة السلطة في فيرمونت، الأمر الذي أبطل حق النقض (الفيتو) للدولة في العمليات المستمرة.
في 28 أغسطس 2013، أعلنت الشركة المشغلة أنه بسبب العوامل الاقتصادية، ستتوقف المحطة عن العمل في الربع الأخير من عام 2014. تم إغلاق المحطة في الساعة 12:12 مساءً بتوقيت شرق الولايات المتحدة في 29 ديسمبر 2014.